# مانويل كوستاس
مانويل كوستاس (بالإسبانية: Manuel Costas Sanromán)‏ هو لاعب كرة قدم إسباني في مركز الدفاع، ولد في 8 مايو 1942 في بانخون في إسبانيا، وتوفي في 15 ديسمبر 2020 في إشبيلية في إسبانيا. لعب مع ريكرياتيفو.